# Indigofera hamiltonii
Indigofera hamiltonii là một loài thực vật có hoa trong họ Đậu. Loài này được Duthie & Prain miêu tả khoa học đầu tiên.